# 東北中央自動車道
東北中央自動車道（とうほくちゅうおうじどうしゃどう、英語: TOHOKU-CHUO EXPWY）は、福島県相馬市を起点に山形県を経由し、秋田県横手市で秋田自動車道に接続する総延長約268キロメートル (km) の高速道路である。略称は東北中央道（とうほくちゅうおうどう）。
高速道路ナンバリングによる路線番号は、「E13」が割り振られている。

## 概要
1984年（昭和59年）以降、この区間の道路は散発的に事業化されたが、1987年（昭和62年）第四次全国総合開発計画の閣議決定により、東北中央縦貫自動車道として相馬 - 横手間が高規格幹線道路に構想され初めて一体的に運用される見通しとなる。その後、順次事業化と着工が行われたが、事業化の見通しすら立たない区間も存在した。しかし、
2011年（平成23年）7月22日、東日本大震災をきっかけにした東北地方の復興の流れで国土交通大臣の大畠章宏により整備の方針が示され、長らく基本計画区間のままで一部区間を除き事業化の目処が立っていなかった福島県内の区間が一般国道115号相馬福島道路として全区間が整備されることになった。
また、2013年度（平成25年度）には未事業化区間であった山形県北部から秋田県南部にかけての区間が「計画段階評価を進めるための調査」を行う区間に指定され、全て調査区間に位置づけられることになり、このうち2015年度（平成27年度）に昭和 - 金山間は新庄金山道路、下院内 - 雄勝こまち間は横堀道路としてそれぞれ事業化、2017年度（平成29年度）には及位 - 上院内間が真室川雄勝道路として事業化、さらに2018年度（平成30年度）には金山 - 金山北間が金山道路として事業化され、これにより構想から約31年を経て全ての区間が事業化となり、全線開通の見通しはたちつつある。

## 路線名
国土開発幹線自動車道の路線名は東北中央自動車道であり、以下の表のとおりとされている。
| 起点   | 主たる経過地                                | 終点   |
| ------ | ------------------------------------------- | ------ |
| 相馬市 | 福島市付近 米沢市付近 山形市付近 新庄市付近 | 横手市 |

高速自動車国道の路線を指定する政令の路線名は東北中央自動車道相馬尾花沢線であり、以下の表のとおりとされている。また、この路線名で建設されている箇所は少なく、多くは高速自動車国道に並行する一般国道自動車専用道路である。
| 起点   | 重要な経過地                                                                 | 終点     |
| ------ | ---------------------------------------------------------------------------- | -------- |
| 相馬市 | 福島市 米沢市 山形県東置賜郡高畠町 南陽市 上山市 山形市 天童市 東根市 村山市 | 尾花沢市 |

事業名は以下のとおりである。
- 一般国道115号 相馬福島道路[9] - 相馬IC - 桑折JCT
  - 相馬西道路 - 相馬IC - 相馬山上IC
  - 阿武隈東道路 - 相馬山上IC - 相馬玉野IC
  - 阿武隈東〜阿武隈 - 相馬玉野IC - 霊山飯舘IC
  - 霊山道路 - 霊山飯舘IC - 霊山IC
  - 霊山〜福島 - 霊山IC - 桑折JCT
- 東北縦貫自動車道弘前線（東北自動車道） - 桑折JCT - 福島JCT
- 東北中央自動車道相馬尾花沢線 - 福島JCT - 米沢北IC
- 一般国道13号 米沢南陽道路 - 米沢北IC - 南陽高畠IC
- 東北中央自動車道相馬尾花沢線 - 南陽高畠IC - 尾花沢IC
- 一般国道13号 尾花沢新庄道路 - 尾花沢IC - 新庄IC
- 一般国道13号 新庄北道路 - 新庄IC - 新庄鮭川IC[10]
- 一般国道13号 泉田道路 - 新庄鮭川IC - 新庄真室川IC[10]
- 一般国道13号 新庄金山道路 - 新庄真室川IC - 金山IC[10]
- 一般国道13号 金山道路 - 金山IC - 金山北IC[11]
- 一般国道13号 主寝坂道路 - 金山北IC - 及位IC[12]
- 一般国道13号 真室川雄勝道路 - 及位IC - 上院内IC[7][13][14]
- 一般国道13号 院内道路 - 上院内IC - 下院内IC
- 一般国道13号 横堀道路 - 下院内IC - 雄勝こまちIC
- 一般国道13号 湯沢横手道路 - 雄勝こまちIC - 横手IC

## インターチェンジなど
- IC番号欄の背景色が■である区間は既開通区間に該当する。
施設欄の背景色が■である区間は未開通区間または未供用施設に該当する。
- スマートインターチェンジ (SIC) は背景色■で示す。
- 路線名の特記がないものは市道。
- バスストップ (BS) のうち、○/●は運用中、◆は休止中の施設。無印はBSなし。
- 英略字は以下の項目を示す。
IC：インターチェンジ、SIC：スマートインターチェンジ、JCT：ジャンクション、SA：サービスエリア、PA：パーキングエリア、TB：本線料金所、CB：チェーンベース（チェーン着脱場）

| IC 番号                                            | 施設名            | 接続路線名                                         | 相馬 から (km)                                     | 備考                                        | 所在地                   | 所在地          | 所在地                                  |
| -------------------------------------------------- | ----------------- | -------------------------------------------------- | -------------------------------------------------- | ------------------------------------------- | ------------------------ | --------------- | --------------------------------------- |
| 23                                                 | 相馬IC/JCT        | E6 常磐自動車道 国道115号                          | 0.0                                                | ここから伊達桑折ICまで無料区間              | 福島県                   | 相馬市          | 相馬市                                  |
| 1                                                  | 相馬山上IC        | 国道115号                                          | 6.0                                                | 桑折JCT方面出入口                           | 福島県                   | 相馬市          | 相馬市                                  |
| 2                                                  | 相馬玉野IC        | 国道115号                                          | 16.5                                               | 相馬IC方面出入口                            | 福島県                   | 相馬市          | 相馬市                                  |
| 3                                                  | 霊山飯舘IC        | 国道115号                                          | 21.5                                               | 桑折JCT方面出入口                           | 福島県                   | 伊達市          | 伊達市                                  |
| 4                                                  | 霊山IC            | 国道115号                                          | 33.5                                               | 道の駅伊達の郷りょうぜん                    | 福島県                   | 伊達市          | 伊達市                                  |
| 5                                                  | 伊達中央IC        | 県道4号福島保原線                                  | 40.9                                               |                                             | 福島県                   | 伊達市          | 伊達市                                  |
| 6                                                  | 伊達桑折IC        | 国道4号                                            | 43.7                                               | ここより福島JCT方面は有料区間               | 福島県                   | 伊達市          | 伊達市                                  |
| 22-1                                               | 桑折JCT/TB        | E4 東北自動車道                                    | 45.7                                               | キロポストは44.8KPまで                      | 福島県                   | 伊達郡 桑折町   | 伊達郡 桑折町                           |
| （重複区間 8.3 km）詳細は「E4 東北自動車道」を参照 |                   |                                                    |                                                    |                                             | 福島県                   | 伊達郡 桑折町   | 伊達郡 桑折町                           |
| 福島市                                             |                   |                                                    |                                                    |                                             | 福島県                   |                 |                                         |
| 21-1                                               | 福島JCT           | E4 東北自動車道                                    | 49.5                                               |                                             | 福島県                   |                 |                                         |
| 21-1                                               | 福島JCT TB        | -                                                  | 50.0                                               |                                             | 福島県                   |                 |                                         |
| 7                                                  | 福島大笹生IC      | 県道5号上名倉飯坂伊達線                            | 50.9                                               | ここから米沢北ICまで無料区間 道の駅ふくしま | 福島県                   |                 |                                         |
| -                                                  | 大滝CB            | -                                                  |                                                    |                                             | 福島県                   |                 |                                         |
| -                                                  | 栗子トンネル      | -                                                  | -                                                  | 長さ 8,972 m 危険物積載車両通行禁止         | 福島県                   |                 |                                         |
| -                                                  | 栗子トンネル      | -                                                  | -                                                  | 長さ 8,972 m 危険物積載車両通行禁止         | 山形県                   | 米沢市          | 米沢市                                  |
| -                                                  | 刈安CB            | -                                                  |                                                    |                                             | 山形県                   | 米沢市          | 米沢市                                  |
| 8                                                  | 米沢八幡原IC      | 国道13号                                           | 77.5                                               |                                             | 山形県                   | 米沢市          | 米沢市                                  |
| 9                                                  | 米沢中央IC        | 県道1号米沢高畠線                                  | 82.2                                               | 道の駅米沢                                  | 山形県                   | 米沢市          | 米沢市                                  |
| 10                                                 | 米沢北IC          | 国道121号（舘山バイパス）                          | 86.5                                               | ここから東根ICまで有料区間                  | 山形県                   | 米沢市          | 米沢市                                  |
| -                                                  | 米沢北TB          | -                                                  |                                                    |                                             | 山形県                   | 米沢市          | 米沢市                                  |
| -                                                  | 高畠SIC（仮称）   |                                                    |                                                    | 福島JCT方面出入口 事業中                    | 山形県                   | 東置賜郡 高畠町 | 東置賜郡 高畠町                         |
| 11                                                 | 南陽高畠IC        | 国道13号（南陽バイパス） 国道113号（赤湯バイパス） | 95.3                                               |                                             | 山形県                   | 東置賜郡 高畠町 | 東置賜郡 高畠町                         |
| -                                                  | 南陽PA            |                                                    | 102.4                                              |                                             | 山形県                   | 南陽市          | 南陽市                                  |
| 12                                                 | かみのやま温泉IC  | 国道13号（上山バイパス） 国道458号                 | 110.6                                              |                                             | 山形県                   | 上山市          | 上山市                                  |
| 13                                                 | 山形上山IC        | 国道13号（山形バイパス）                           | 119.7                                              | 道の駅やまがた蔵王                          | 山形県                   | 上山市          | 上山市                                  |
| 13-1                                               | 山形PA/SIC        | 市道西部工業団地村木沢線                           | 127.0                                              |                                             | 山形県                   | 山形市          | 山形市                                  |
| 14                                                 | 山形中央IC        | 県道18号山形朝日線                                 | 130.1                                              |                                             | 山形県                   | 山形市          | 山形市                                  |
| 15                                                 | 山形JCT           | E48 山形自動車道                                   | 135.2                                              | 山形道側の番号は「6」                       | 山形県                   | 山形市          | 山形市                                  |
| -                                                  | 天童南SIC（仮称） |                                                    |                                                    | 事業中                                      | 山形県                   | 天童市          | 天童市                                  |
| 16                                                 | 天童IC            | 県道23号天童大江線                                 | 141.8                                              |                                             | 山形県                   | 天童市          | 天童市                                  |
| -                                                  | 天童TB            | -                                                  | 142.4                                              |                                             | 山形県                   | 天童市          | 天童市                                  |
| 17                                                 | 東根IC            | 国道287号                                          | 146.8                                              | ここより湯沢ICまで無料区間 道の駅河北       | 山形県                   | 東根市          | 東根市                                  |
| 18                                                 | 東根北IC          | 県道25号寒河江村山線                               | 151.1                                              |                                             | 山形県                   | 東根市          | 東根市                                  |
| 19                                                 | 村山IC            | 県道25号寒河江村山線                               | 154.7                                              | 道の駅むらやま                              | 山形県                   | 村山市          | 村山市                                  |
| 20-1                                               | 村山名取IC        | 県道381号村山大石田線                              | 160.0                                              | 山形JCT方面出入口                           | 山形県                   | 村山市          | 村山市                                  |
| 20-2                                               | 村山本飯田IC      | 県道36号新庄次年子村山線                           | 160.3                                              | 横手IC方面出入口                            | 山形県                   | 村山市          | 村山市                                  |
| 21                                                 | 大石田村山IC      | 県道189号大石田土生田線                            | 164.8                                              |                                             | 山形県                   | 村山市          | 村山市                                  |
| 22                                                 | 尾花沢IC          | 国道347号                                          | 170.1                                              |                                             | 山形県                   | 尾花沢市        | 尾花沢市                                |
| 23                                                 | 野黒沢IC          | 国道13号（尾花沢バイパス）                         | 174.1                                              | 横手IC方面出入口                            | 山形県                   | 尾花沢市        | 尾花沢市                                |
| 24                                                 | 尾花沢北IC        | 国道13号                                           | 176.5                                              | 道の駅尾花沢                                | 山形県                   | 尾花沢市        | 尾花沢市                                |
| 25                                                 | 川原子IC          | 国道13号                                           | 180.2                                              | 横手IC方面出入口                            | 山形県                   | 尾花沢市        | 尾花沢市                                |
| 26                                                 | 舟形IC            | 県道56号新庄舟形線                                 | 184.1                                              |                                             | 山形県                   | 最上郡 舟形町   | 最上郡 舟形町                           |
| 27                                                 | 新庄IC            | 国道47号（新庄南バイパス） 県道34号新庄戸沢線      | 188.3                                              |                                             | 山形県                   | 新庄市          | 新庄市                                  |
| 28                                                 | 新庄鮭川IC        | 県道308号曲川新庄線                                | 193.0                                              |                                             | 山形県                   | 新庄市          | 新庄市                                  |
| 29                                                 | 新庄真室川IC      | 県道319号赤坂真室川線                              | 201.2                                              |                                             | 山形県                   | 新庄市          | 新庄市                                  |
|                                                    | 金山南IC（仮称）  | 県道320号仁田山平岡線                              |                                                    | 新庄金山道路（事業中）                      | 山形県                   | 最上郡          | 金山町                                  |
|                                                    | 金山IC（仮称）    | 国道344号                                          | 207.0                                              | 新庄金山道路（事業中）                      | 山形県                   | 最上郡          | 金山町                                  |
| 金山道路（事業中）                                 |                   |                                                    |                                                    |                                             | 山形県                   | 最上郡          | 金山町                                  |
|                                                    | 金山北IC（仮称）  | 国道13号                                           | 210.5                                              | 横手IC方面仮出入口 山形JCT方面出入口        | 山形県                   | 最上郡          | 金山町                                  |
|                                                    | 中田IC            | 国道13号                                           | 215.4                                              | 横手IC方面出入口                            | 山形県                   | 最上郡          | 金山町                                  |
|                                                    | 及位IC（仮称）    | 国道13号                                           | 220.4                                              | 山形JCT方面仮出入口                         | 山形県                   | 最上郡          | 真室川町                                |
| 真室川雄勝道路（事業中）                           |                   |                                                    |                                                    |                                             | 山形県                   | 最上郡          | 真室川町                                |
| 秋田県                                             | 湯沢市            | 湯沢市                                             |                                                    |                                             |                          |                 |                                         |
| 秋田県                                             | 湯沢市            | 湯沢市                                             |                                                    | 上院内IC（仮称）                            | 国道13号                 | 227.6           | 横手IC方面仮出入口 山形JCT方面出入口    |
| 秋田県                                             | 湯沢市            | 湯沢市                                             |                                                    | 下院内IC（仮称）                            | 国道13号（横堀バイパス） | 230.6           | 山形JCT方面仮出入口 横手IC方面出入口    |
| 秋田県                                             | 湯沢市            | 湯沢市                                             | 横堀道路（2025年度開通予定）                       |                                             |                          |                 |                                         |
| 秋田県                                             | 湯沢市            | 湯沢市                                             |                                                    | 雄勝こまちIC                                | 国道13号（横堀バイパス） | 234.3           | 道の駅おがち                            |
| 秋田県                                             | 湯沢市            | 湯沢市                                             |                                                    | 須川IC                                      | 県道51号湯沢栗駒公園線   | 237.9           |                                         |
| 秋田県                                             | 湯沢市            | 湯沢市                                             |                                                    | 三関IC                                      | 国道13号                 | 243.4           |                                         |
| 秋田県                                             | 湯沢市            | 湯沢市                                             | -                                                  | 救急車緊急退出路                            | 県道278号雄勝湯沢線      |                 | 雄勝中央病院への救急搬送 湯沢IC方面出口 |
| 秋田県                                             | 湯沢市            | 湯沢市                                             |                                                    | 湯沢IC                                      | 国道398号                | 247.5           | ここより秋田道方面は有料区間            |
| 秋田県                                             | -                 | 十文字TB                                           | -                                                  | 254.9                                       |                          | 横手市          | 横手市                                  |
| 秋田県                                             |                   | 十文字IC                                           | 国道13号（十文字バイパス）                         | 255.2                                       |                          | 横手市          | 横手市                                  |
| 秋田県                                             | 3                 | 横手IC                                             | E46 秋田自動車道 国道13号（湯沢横手道路 婦気方面） | 261.0                                       |                          | 横手市          | 横手市                                  |

- 福島JCTから福島JCT料金所間は、本線でないため本線上にあるようなキロポストは設置されておらず、福島JCT料金所を起点に50KPから設置されている。
- 尾花沢IC以北は、高速自動車国道に並行する一般国道自動車専用道路のため、国道13号扱いだが、一般国道と高速自動車国道のキロポストが混在しているが詳細は不明。

## 歴史
| 1994 | (11月)十文字IC - 横手IC                                                       |
| 1995 |                                                                               |
| 1996 |                                                                               |
| 1997 | (6月)湯沢IC - 十文字IC (11月)米沢北IC - 南陽高畠IC                            |
| 1998 |                                                                               |
| 1999 | (11月)川原子IC - 新庄IC                                                       |
| 2000 |                                                                               |
| 2001 |                                                                               |
| 2002 | (9月)山形上山IC - 東根IC                                                      |
| 2003 |                                                                               |
| 2004 | (7月)三関IC - 湯沢IC                                                          |
| 2005 | (11月)外沢IC - 及位IC                                                         |
| 2006 | (8月)須川IC - 三関IC (12月)野黒沢IC - 川原子IC                                |
| 2007 | (8月)雄勝こまちIC - 須川IC                                                    |
| 2008 | (3月)金山北IC - 中田IC                                                        |
| 2009 |                                                                               |
| 2010 |                                                                               |
| 2011 | (3月)新庄IC - 新庄鮭川IC                                                      |
| 2012 |                                                                               |
| 2013 |                                                                               |
| 2014 | (11月)尾花沢IC - 野黒沢IC                                                     |
| 2015 |                                                                               |
| 2016 | (9月)福島JCT - 福島大笹生IC (11月)上院内IC - 下院内IC                         |
| 2017 | (3月)相馬山上IC - 相馬玉野IC (11月)福島大笹生IC - 米沢北IC                    |
| 2018 | (3月)相馬玉野IC - 霊山IC (4月)大石田村山IC - 尾花沢IC                         |
| 2019 | (3月)東根IC - 東根北IC (4月)南陽高畠IC - 山形上山IC (12月)相馬IC - 相馬山上IC |
| 2020 | (8月)伊達桑折IC - 桑折JCT                                                     |
| 2021 | (4月)霊山IC - 伊達桑折IC (12月)村山本飯田IC - 大石田村山IC                    |
| 2022 | (10月)東根北IC - 村山本飯田IC (11月)新庄鮭川IC - 新庄真室川IC                 |

- 1984年度（昭和59年度） : 横手南バイパス（8.6 km）が事業化する[39]。
- 1985年度（昭和60年度） : 湯沢バイパス（9.0 km）が事業化する[39]。
- 1986年度（昭和61年度） : 尾花沢新庄道路が事業化する[40]。
- 1987年（昭和62年）
  - 6月30日 : 第四次全国総合開発計画の閣議決定により、東北中央縦貫自動車道として相馬 - 横手間が高規格幹線道路に構想される[41][42]。
  - 9月1日 : 国土開発幹線自動車道建設法の一部改正により、東北中央自動車道として相馬市 - 横手市が国土開発幹線自動車道の予定路線となる[43]。
横手南バイパスと、湯沢バイパスを湯沢横手道路に事業名を変更する[39]。
- 1989年（平成元年）
  - 2月17日 : 東北中央自動車道高畠村山線として、高畠町 - 村山市が高速自動車国道に指定される[44]。
  - 2月27日 : 高畠 - 村山間が基本計画区間になる[45]。
- 1990年（平成2年）
  - 1990年度（平成2年度） : 尾花沢新庄道路の用地買収に着手する[40]。
  - 9月 : 上山 - 山形上山間の都市計画が決定する[46]。
- 1991年（平成3年）
  - 1991年度（平成3年度） : 尾花沢新庄道路の工事に着手する[40]。
  - 7月17日 : 横手IC - 大堤交差点間、大堤交差点 - 婦気交差点間が開通する[47]。
  - 12月3日 : 山形上山 - 東根間の整備計画が決定する[45][48]。
  - 12月20日 : 福島 - 米沢北間と、村山 - 尾花沢間が基本計画区間になる[45]。
東北中央自動車道福島米沢線として福島市 - 米沢市が、東北中央自動車道高畠尾花沢線として高畠町 - 尾花沢市が、それぞれ高速自動車国道に指定される[49]。
- 1993年（平成5年）11月19日 : 山形上山 - 東根間の施行命令が出る[45][48]。
- 1994年（平成6年）11月22日 : 湯沢横手道路の十文字IC - 横手IC間が開通する[47]。
- 1995年度（平成7年度） : 米沢 - 米沢北間の都市計画が決定する[50]。
- 1996年（平成8年）
  - 1996年度（平成8年度） : 福島 - 米沢間と、東根 - 尾花沢間の都市計画が決定する[51][52]。
主寝坂道路が事業化する[53]。
  - 5月 : 南陽高畠 - 上山間の都市計画が決定する[46]。
  - 12月27日 : 福島 - 米沢間と、東根 - 尾花沢間の整備計画が決定する[45]。
- 1997年（平成9年）
  - 2月5日 : 米沢南陽道路の米沢 - 高畠間が基本計画区間になる[45]。
東北中央自動車道相馬尾花沢線として、相馬市 - 尾花沢市が高速自動車国道に指定される[54]。
  - 6月26日 : 湯沢横手道路の湯沢IC - 十文字IC間が開通する[47]。
  - 11月21日 : 米沢南陽道路の米沢北IC - 南陽高畠IC間が開通する[45]。
- 1998年（平成10年）
  - 1998年度（平成10年度） : 福島 - 米沢間が事業化する[51]。
  - 12月25日 : 福島 - 米沢間に施行命令が出るとともに、米沢 - 米沢北間の整備計画が決定する[55]。
南陽高畠 - 山形上山間の整備計画が決定し、東根 - 尾花沢間が事業化する[45][46][52]。
- 1999年（平成11年）
  - 4月16日 : 新庄北道路の都市計画が決定する[56][57]
  - 11月27日 : 尾花沢新庄道路の毒沢仮出入口（現・川原子IC） - 新庄IC間が開通する[45]。
  - 12月24日 : 福島JCT - 米沢IC（現・米沢八幡原IC）間の整備計画が変更され大笹生IC（現・福島大笹生IC）が追加される[55]。
- 2000年度（平成12年度） : 新庄北道路が事業化する[57]。
主寝坂道路の工事に着手する[53]。
- 2001年度（平成13年度） : 福島JCT - 米沢IC（現・米沢八幡原IC）間の用地買収に着手する[51]。
- 2002年（平成14年）9月16日 : 山形上山IC - 東根IC間が開通する[45][48]。
- 2003年（平成15年）
  - 2003年度（平成15年度） : 米沢 - 米沢北間が事業化し新直轄方式となる[50]。
新庄北道路の用地買収に着手する[57]。
院内道路が事業化する[58]。
  - 3月 : 尾花沢新庄道路の舟形トンネルで施工不良が発覚し、補修工事のため同年12月まで毒沢仮出入口（現・川原子IC） - 舟形IC間で片側通行および全面通行止めが繰り返される。
- 2004年（平成16年）
  - 2004年度（平成16年度） : 福島JCT - 米沢IC（現・米沢八幡原IC）間の工事に着手する[51]。
  - 1月30日 : 1998年（平成10年）12月25日に福島JCT - 米沢IC（現・米沢八幡原IC）間に施行命令が出るが、撤回され新直轄方式となる[45][55][59]。
  - 3月18日 : 湯沢横手道路の湯沢ICにある料金所を廃止し十文字本線料金所に移設する。
  - 4月 : 阿武隈東道路が事業化する[60]。
  - 7月28日 : 湯沢横手道路の三関IC - 湯沢IC間が開通する[47]。
- 2005年（平成17年）
  - 7月 : 新庄北道路の工事に着手する[57][61]。
  - 11月5日 : 主寝坂道路の中田仮出入口（現・中田IC） - 及位IC間が開通する[62]。
- 2006年（平成18年）
  - 2006年度（平成18年度） : 阿武隈東道路の相馬西IC（現・相馬山上IC） - 阿武隈東IC（現・相馬玉野IC）間の用地買収に着手する[60]。
東根IC - 尾花沢IC間の用地買収に着手する[52]。
  - 2月7日 : 東根IC - 尾花沢IC間が新直轄方式となる[63][64]。
  - 3月 : 南陽高畠 - 山形上山間が事業化する[46]。
  - 8月5日 : 湯沢横手道路の須川IC - 三関IC間が開通する[47]。
  - 11月19日 : 尾花沢新庄道路の野黒沢IC - 毒沢仮出入口（現・川原子IC）間が開通し、毒沢仮出入口がインターチェンジ化され川原子ICとなる[65]。
- 2007年（平成19年）
  - 2007年度（平成19年度） : 阿武隈東道路の相馬西IC（現・相馬山上IC） - 阿武隈東IC（現・相馬玉野IC）間の工事に着手する[66]。
米沢IC（現・米沢八幡原IC） - 米沢北IC間の用地買収に着手する[50]。
東根IC〜尾花沢IC間の工事に着手する[52]。
院内道路の用地買収と工事に着手する[58]。
  - 8月6日 : 道の駅尾花沢が開駅する[67]。
  - 8月26日 : 湯沢横手道路の雄勝こまちIC - 須川IC間が開通し、湯沢横手道路が全線開通する[47]。
  - 9月29日 : 東根IC - 尾花沢IC間の工事に着手する[68]。
- 2008年（平成20年）
  - 2008年度（平成20年度） : 米沢IC（現・米沢八幡原IC） - 米沢北IC間の工事に着手する[50]。
  - 3月30日 : 主寝坂道路の金山北IC - 中田仮出入口（現・中田IC）間が開通し、中田仮出入口がインターチェンジ化され中田ICとなる[69]。
  - 8月1日 : 阿武隈東道路の起工式が行われる[70]。
- 2009年（平成21年）3月 : 霊山道路が事業化する[60]。
- 2010年（平成22年）
  - 2010年度（平成22年度） : 霊山道路の阿武隈IC（現・霊山飯舘IC） - 霊山IC間の用地買収に着手する[60]。
  - 3月 : 南陽高畠IC - 山形上山IC間の用地買収に着手する[46]。
  - 6月28日 : 米沢北IC - 南陽高畠IC間、山形上山IC - 東根IC間、湯沢IC - 横手IC間がそれぞれ高速道路無料化社会実験の対象区間となる[71]。
- 2011年（平成23年）
  - 3月11日 : 東北地方太平洋沖地震（東日本大震災）により、米沢北IC - 南陽高畠IC間、山形上山IC - 東根IC間、湯沢IC - 横手IC間が一時通行止めとなる[72]。
  - 3月26日 : 新庄北道路の新庄IC - 新庄北IC（現・新庄鮭川IC）間が開通する[73]。
  - 4月 : 南陽高畠IC - 山形上山IC間の工事に着手する[46]。
  - 6月20日 : 政府が東日本大震災の復旧・復興費用をまかなうため、0時をもって高速道路無料化社会実験が一旦終了し、一時凍結される[74]。
東日本大震災による被災者支援、復旧・復興支援を目的に、一部車両を対象に通行料金を無料とする措置を、有料区間である米沢北IC - 南陽高畠IC間、山形上山IC - 東根IC間、湯沢IC - 横手IC間でそれぞれ開始される[75]。
  - 8月31日 : 東日本大震災による復旧・復興支援を目的に、一部車両を対象に通行料金を無料とする措置が終了する[75]。
  - 11月 : 相馬福島道路の相馬西道路と、阿武隈東 - 阿武隈間が事業化する[60]。
  - 11月26日 : 復興道路着工式が行われる[76]。
  - 11月30日 : 東日本大震災による被災者支援を目的に、一部車両を対象に通行料金を無料とする措置が終了する[75][注釈 2]。
  - 12月1日 : 東日本大震災による観光振興を目的に、土日祝日の普通車・軽自動車等（ETC搭載車限定）で無料とする措置を実施する[77]。
- 2012年（平成24年）
  - 2012年度（平成24年度） : 相馬西道路の相馬IC - 相馬西IC（現・相馬山上IC）間の用地買収に着手する[60]。
相馬福島道路の阿武隈東IC（現・相馬玉野IC） - 阿武隈IC（現・霊山飯舘IC）間の用地買収に着手する[60]。
泉田道路が事業化する[78]。
  - 3月31日 : 東日本大震災による観光振興を目的に、土日祝日の普通車・軽自動車等（ETC搭載車限定）で無料とする措置を終了する[77]。
  - 4月20日 : 大笹生IC（現・福島大笹生IC）、米沢中央IC、東根北IC、村山北（1）IC（現・村山名取IC）、村山北（2）IC（現・村山本飯田IC）、村山大石田IC（現・大石田村山IC）がそれぞれ連結許可される[79]。
  - 7月20日 : 相馬福島道路の霊山 - 福島間の都市計画が決定する[80]。
  - 11月27日 : 霊山道路の阿武隈IC（現・霊山飯舘IC） - 霊山IC間の工事に着手する[81]。
- 2013年（平成25年）
  - 2月9日 : 相馬西道路の相馬IC - 相馬西IC（現・相馬山上IC）間の工事に着手する[82]。
  - 5月15日 : 相馬福島道路の霊山 - 福島間が事業化する[80]。
  - 11月16日 : 相馬福島道路の阿武隈東IC（現・相馬玉野IC） - 阿武隈IC（現・霊山飯舘IC）間の工事に着手する[83]。
- 2014年（平成26年）
  - 2014年度（平成26年度） : 相馬福島道路の霊山IC - 桑折JCT間の用地買収に着手する[60]。
  - 9月21日 : 泉田道路の新庄北IC（現・新庄鮭川IC） - 昭和IC（現・新庄真室川IC）間の工事に着手する[84]。
  - 9月28日 : 相馬福島道路の霊山IC - 桑折JCT間の工事に着手する[85]。
  - 11月16日 : 尾花沢新庄道路の尾花沢IC - 野黒沢IC間が開通する[86]。
- 2015年（平成27年）
  - 4月9日 : 新庄金山道路と、横堀道路が事業化する[87]。
- 2016年（平成28年）
  - 9月11日 : 福島JCT - 福島大笹生IC間が開通する[88]。
  - 11月5日 : 院内道路の上院内IC - 下院内IC間が開通する[89]。
  - 12月26日 : 2017年度に供用開始予定の米沢IC（仮称）、米沢中央IC（仮称）、村山大石田IC（仮称）の名称がそれぞれ米沢八幡原IC、米沢中央IC、大石田村山ICに正式決定する[21]。
- 2017年（平成29年）
  - 3月26日 : 相馬福島道路（阿武隈東道路）の相馬山上IC - 相馬玉野IC間が開通する[90]。
  - 9月28日 : 米沢北本線料金所が供用開始する[91]。
  - 11月4日 : 福島大笹生IC - 米沢北IC間が開通し[92][93]、同時に米沢南陽道路が東北中央自動車道に改称する[94]。
  - 12月1日 : 天童本線料金所が供用開始する[95]。
- 2018年（平成30年）
  - 3月10日 : 相馬福島道路の相馬玉野IC - 霊山IC間が開通する[96]。
  - 3月23日：2018年度に供用開始予定の南陽PA（仮称）、上山IC（仮称）、山形PA（仮称）の名称がそれぞれ南陽PA、かみのやま温泉IC、山形PAに正式決定する。
  - 4月1日 : 金山道路が事業化する。これにより東北中央自動車道の全線が事業化する[97]。
  - 4月15日 : 大石田村山IC - 尾花沢IC間が開通する[98]。
  - 12月25日 : 2020年度に供用開始予定の福島北JCT（仮称）の名称が桑折JCTに正式決定する[99]。
- 2019年（平成31年/令和元年）
  - 3月23日 : 東根IC - 東根北IC間が開通する[100]。
  - 4月13日 : 南陽高畠IC - 山形上山IC間が開通[101]、山形PAが供用開始[101]。
  - 9月4日：国土交通省が東北中央道の暫定2車線区間のうち、米沢北IC - 南陽高畠IC間と山形JCT - 天童IC間を10 - 15年後を目処に4車線化する優先整備区間に選定する方針を発表[102][103][104]。
  - 12月22日 : 相馬福島道路の相馬IC - 相馬山上IC間が開通する[105]。
- 2020年（令和2年）
  - 6月30日：福島保原線IC（仮称）、国道4号IC（仮称）の名称がそれぞれ伊達中央IC、伊達桑折ICに正式決定する。
  - 8月2日 : 相馬福島道路の伊達桑折IC - 桑折JCT間が開通する[106]。
- 2021年（令和3年）
  - 4月24日 : 相馬福島道路の霊山IC - 伊達桑折IC間が開通する[107]。これにより東北自動車道と常磐自動車道が結ばれ、福島県内が全線開通する。
  - 11月17日 : 村山IC（仮称）、村山北（1）IC（仮称）、村山北（2）IC（仮称）の名称がそれぞれ村山IC、村山名取IC、村山本飯田ICに正式決定する[108]。
  - 12月11日 : 村山本飯田IC - 大石田村山IC間が開通する[108]。
- 2022年（令和4年）
  - 10月20日 : 新庄北IC（仮称）、昭和IC（仮称）の名称がそれぞれ新庄鮭川IC、新庄真室川ICに正式決定する[10]。
  - 10月29日 : 東根北IC - 村山本飯田IC間が開通する[109]。
  - 11月20日 : 泉田道路の新庄鮭川IC - 新庄真室川IC間が開通する[10]。
- 2024年（令和6年）3月24日 : 山形PAスマートICが供用開始する[110]。

### 開通予定年度
- 2025年度 : 下院内IC - 雄勝こまちIC[37][注釈 1]
- 未定 : 高畠スマートIC、天童南スマートIC、新庄真室川IC - 金山IC[111]、金山IC - 金山北IC、及位IC - 上院内IC

## 路線状況

### 車線・最高速度・料金
全線で暫定2車線（ほとんどの区間で完成4車線）となっているが、一部区間では追い越し車線が設置されている。また、各本線料金所付近は40 km/hになっている。
| 区間                                   | 車線 上下線=上り線+下り線          | 最高速度 | 料金 | 備考 |
| -------------------------------------- | ---------------------------------- | -------- | ---- | ---- |
| 相馬IC - 伊達桑折IC                    | 2=1+1 （完成2車線 中央分離帯付き） | 80 km/h  | 無料 |      |
| 伊達桑折IC - 桑折JCT料金所             | 2=1+1 （完成2車線 中央分離帯付き） | 60 km/h  | 無料 |      |
| 桑折JCT料金所 - 桑折JCT                | 2=1+1 （完成2車線 中央分離帯付き） | 40 km/h  | 有料 |      |
| 福島JCT - 福島JCT料金所                | 2=1+1 （暫定2車線）                | 40 km/h  | 有料 |      |
| 福島JCT料金所 - 米沢八幡原IC           | 2=1+1 （暫定2車線）                | 70 km/h  | 無料 |      |
| 米沢八幡原IC - 米沢北IC                | 2=1+1 （暫定2車線 中央分離帯付き） | 80 km/h  | 無料 |      |
| 米沢北IC - 東根IC                      | 2=1+1 （暫定2車線）                | 70 km/h  | 有料 | ※    |
| 東根IC - 大石田村山IC                  | 2=1+1 （暫定2車線 中央分離帯付き） | 80 km/h  | 無料 |      |
| 大石田村山IC - 尾花沢IC                | 2=1+1 （暫定2車線）                | 70 km/h  | 無料 |      |
| 尾花沢IC - 新庄IC （尾花沢新庄道路）   | 2=1+1 （暫定2車線）                | 70 km/h  | 無料 |      |
| 新庄IC - 新庄鮭川IC （新庄北道路）     | 2=1+1 （暫定2車線）                | 70 km/h  | 無料 |      |
| 新庄鮭川IC - 新庄真室川IC （泉田道路） | 2=1+1 （完成2車線 中央分離帯付き） | 80 km/h  | 無料 |      |
| 金山北 - 及位 （主寝坂道路）           | 2=1+1 （暫定2車線）                | 70 km/h  | 無料 |      |
| 雄勝こまちIC - 湯沢IC （湯沢横手道路） | 2=1+1 （暫定2車線）                | 70 km/h  | 無料 |      |
| 湯沢IC - 横手IC （湯沢横手道路）       | 2=1+1 （暫定2車線）                | 70 km/h  | 有料 |      |

- ※ : 米沢北IC - 南陽高畠ICと山形JCT - 天童IC間は4車線化優先整備区間[102][103][104]

### 主なトンネルと橋
- 背景色が■である区間は未開通区間に該当する。未開通区間の名称と構造物名はすべて仮称である。

| 区間                          | 構造物名           | 長さ    | 長さ    |
| 区間                          | 構造物名           | 上り線  | 下り線  |
| ----------------------------- | ------------------ | ------- | ------- |
| 相馬IC - 相馬山上IC           | 今田高架橋         | 785 m   | 785 m   |
| 相馬IC - 相馬山上IC           | 塩手山トンネル     | 1,801 m | 1,801 m |
| 相馬IC - 相馬山上IC           | 円渕トンネル       | 963 m   | 963 m   |
| 相馬山上IC - 相馬玉野IC       | 楢這トンネル       | 1,493 m | 1,493 m |
| 相馬山上IC - 相馬玉野IC       | 荻平トンネル       | 1,023 m | 1,023 m |
| 相馬山上IC - 相馬玉野IC       | 松ヶ房トンネル     | 1,319 m | 1,319 m |
| 相馬山上IC - 相馬玉野IC       | 新玉野トンネル     | 968 m   | 968 m   |
| 霊山飯舘IC - 霊山IC           | 庄司渕トンネル     | 929 m   | 929 m   |
| 霊山飯舘IC - 霊山IC           | 腰巡トンネル       | 889 m   | 889 m   |
| 霊山飯舘IC - 霊山IC           | 金弁蔵トンネル     | 626 m   | 626 m   |
| 霊山飯舘IC - 霊山IC           | 七ッ窪トンネル     | 1,404 m | 1,404 m |
| 伊達桑折IC - 桑折JCT          | 桑折高架橋         | 1,218 m | 1,218 m |
| 福島大笹生IC - 米沢八幡原IC   | 大笹生トンネル     | 2,089 m | 2,089 m |
| 福島大笹生IC - 米沢八幡原IC   | 沖根山トンネル     | 919 m   | 919 m   |
| 福島大笹生IC - 米沢八幡原IC   | 中野大橋           | 754 m   | 754 m   |
| 福島大笹生IC - 米沢八幡原IC   | 栗子トンネル       | 8,972 m | 8,972 m |
| 米沢北IC - 南陽高畠IC         | 高畠高架橋         | 611 m   | 611 m   |
| 南陽高畠IC - 南陽PA           | 白竜大橋           | 552 m   | 552 m   |
| 南陽高畠IC - 南陽PA           | 赤湯トンネル       | 1,776 m | 1,776 m |
| 南陽高畠IC - 南陽PA           | 高ツムジ山トンネル | 1,052 m | 1,052 m |
| 南陽PA - かみのやま温泉IC     | 大洞トンネル       | 998 m   | 998 m   |
| 南陽PA - かみのやま温泉IC     | にしごうトンネル   | 1,361 m | 1,361 m |
| かみのやま温泉IC - 山形上山IC | 三吉山トンネル     | 2,975 m | 2,975 m |
| かみのやま温泉IC - 山形上山IC | 山形蔵王トンネル   | 944 m   | 944 m   |
| 山形JCT - 天童IC              | おおさと大橋       | 681 m   | 692 m   |
| 村山IC - 村山名取IC           | 西郷高架橋         | 1,014 m | 1,014 m |
| 村山名取IC - 村山本飯田IC     | 村山トンネル       | 396 m   | 396 m   |
| 尾花沢IC - 野黒沢IC           | 野黒沢高架橋       | 598 m   | 598 m   |
| 川原子IC - 舟形IC             | 舟形トンネル       | 1,368 m | 1,368 m |
| 金山IC - 金山北IC             | 金山第二トンネル   | 1,738 m | 1,738 m |
| 中田IC - 及位IC               | 新主寝坂トンネル   | 2,944 m | 2,944 m |
| 及位IC - 上院内IC             | 新及位トンネル     | 1,148 m | 1,148 m |
| 及位IC - 上院内IC             | 新雄勝トンネル     | 1,220 m | 1,220 m |
| 及位IC - 上院内IC             | 上院內トンネル     | 1,926 m | 1,926 m |
| 及位IC - 上院内IC             | 大鍋トンネル       | 152 m   | 152 m   |
| 上院内IC - 下院内IC           | 院内岩井堂トンネル | 1,585 m | 1,585 m |
| 上院内IC - 下院内IC           | 獅鼻トンネル       | 1,100 m | 1,100 m |
| 下院内IC - 雄勝こまちIC       | トンネル           | 690 m   | 690 m   |

#### トンネルの数
- 背景色が■である区間は未開通区間に該当する。未開通区間の名称はすべて仮称である。

| 区間                          | 上り線 | 下り線 |
| ----------------------------- | ------ | ------ |
| 相馬IC - 相馬山上IC※          | 2      | 2      |
| 相馬山上IC - 相馬玉野IC※      | 4      | 4      |
| 相馬玉野IC - 霊山飯舘IC※      | 0      | 0      |
| 霊山飯舘IC - 霊山IC※          | 7      | 7      |
| 霊山IC - 伊達中央IC※          | 4      | 4      |
| 伊達中央IC - 伊達桑折IC※      | 0      | 0      |
| 伊達桑折IC - 桑折JCT※         | 0      | 0      |
| 福島JCT - 福島大笹生IC        | 0      | 0      |
| 福島大笹生IC - 米沢八幡原IC   | 9      | 9      |
| 米沢八幡原IC - 米沢中央IC     | 0      | 0      |
| 米沢中央IC - 米沢北IC         | 0      | 0      |
| 米沢北IC - 南陽高畠IC         | 0      | 0      |
| 南陽高畠IC - 南陽PA           | 2      | 2      |
| 南陽PA - かみのやま温泉IC     | 3      | 3      |
| かみのやま温泉IC - 山形上山IC | 2      | 2      |
| 山形上山IC - 山形中央IC       | 0      | 0      |
| 山形中央IC - 山形JCT          | 0      | 0      |
| 山形JCT - 天童IC              | 0      | 0      |
| 天童IC - 東根IC               | 0      | 0      |
| 東根IC - 東根北IC             | 0      | 0      |
| 東根北IC - 村山IC             | 0      | 0      |
| 村山IC - 村山名取IC           | 0      | 0      |
| 村山名取IC - 村山本飯田IC     | 1      | 1      |
| 村山本飯田IC - 大石田村山IC   | 0      | 0      |
| 大石田村山IC - 尾花沢IC       | 0      | 0      |
| 尾花沢IC - 野黒沢IC           | 0      | 0      |
| 野黒沢IC - 尾花沢北IC         | 0      | 0      |
| 尾花沢北IC - 川原子IC         | 0      | 0      |
| 川原子IC - 舟形IC             | 1      | 1      |
| 舟形IC - 新庄IC               | 0      | 0      |
| 新庄IC - 新庄鮭川IC           | 0      | 0      |
| 新庄鮭川IC - 新庄真室川IC※    | 0      | 0      |
| 新庄真室川IC - 金山南IC※      | 0      | 0      |
| 金山南IC - 金山IC※            | 1      | 1      |
| 金山IC - 金山北IC※            | 1      | 1      |
| 金山北IC - 中田IC             | 0      | 0      |
| 中田IC - 及位IC               | 1      | 1      |
| 及位IC - 上院内IC※            | 3      | 3      |
| 上院内IC - 下院内IC※          | 2      | 2      |
| 下院内IC - 雄勝こまちIC※      | 1      | 1      |
| 雄勝こまちIC - 須川IC         | 0      | 0      |
| 須川IC - 三関IC               | 0      | 0      |
| 三関IC - 湯沢IC               | 0      | 0      |
| 湯沢IC - 十文字TB             | 0      | 0      |
| 十文字TB - 十文字IC           | 0      | 0      |
| 十文字IC - 横手IC             | 0      | 0      |
| 合計                          | 43     | 43     |

- 暫定2車線（※印の区間は完成2車線）の対面通行であるため、上下線で1本のトンネルとなっている。

### 道路管理者
- NEXCO東日本 東北支社
  - 福島管理事務所 : 桑折JCT料金所 - 桑折JCT、福島JCT - 福島JCT料金所
  - 山形管理事務所 : 米沢北IC - 東根IC
  - 秋田管理事務所 : 湯沢IC - 横手IC
- 国土交通省 東北地方整備局
  - 磐城国道事務所 : 相馬IC - 相馬玉野IC
  - 福島河川国道事務所 : 相馬玉野IC - 桑折JCT料金所、福島JCT料金所 - 米沢北IC
  - 山形河川国道事務所 : 東根IC - 新庄真室川IC、金山北IC - 及位IC
  - 湯沢河川国道事務所 : 上院内IC - 下院内IC、雄勝こまちIC - 湯沢IC

### 交通量
24時間交通量（台） 道路交通センサス
| 区間                          | 平成17（2005）年度 | 平成22（2010）年度 | 平成27（2015）年度 | 令和3（2021）年度 |
| ----------------------------- | ------------------ | ------------------ | ------------------ | ----------------- |
| 相馬IC/JCT - 相馬山上IC       | 調査当時未開通     | 調査当時未開通     | 調査当時未開通     | 04,973            |
| 相馬山上IC - 相馬玉野IC       | 調査当時未開通     | 調査当時未開通     | 調査当時未開通     | 05,973            |
| 相馬玉野IC - 霊山飯舘IC       | 調査当時未開通     | 調査当時未開通     | 調査当時未開通     | 05,350            |
| 霊山飯舘IC - 霊山IC           | 調査当時未開通     | 調査当時未開通     | 調査当時未開通     | 06,057            |
| 霊山IC - 伊達中央IC           | 調査当時未開通     | 調査当時未開通     | 調査当時未開通     | 04,981            |
| 伊達中央IC - 伊達桑折IC       | 調査当時未開通     | 調査当時未開通     | 調査当時未開通     | 05,013            |
| 伊達桑折IC - 桑折JCT          | 調査当時未開通     | 調査当時未開通     | 調査当時未開通     | 03,770            |
| 福島JCT - 福島大笹生IC        | 調査当時未開通     | 調査当時未開通     | 調査当時未開通     | 05,892            |
| 福島大笹生IC - 米沢八幡原IC   | 調査当時未開通     | 調査当時未開通     | 調査当時未開通     | 08,657            |
| 米沢八幡原IC - 米沢中央IC     | 調査当時未開通     | 調査当時未開通     | 調査当時未開通     | 07,539            |
| 米沢中央IC - 米沢北IC         | 調査当時未開通     | 調査当時未開通     | 調査当時未開通     | 07,441            |
| 米沢北IC - 南陽高畠IC         | 02,835             | 14,550             | 02,921             | 06,154            |
| 南陽高畠IC - かみのやま温泉IC | 調査当時未開通     | 調査当時未開通     | 調査当時未開通     | 06,083            |
| かみのやま温泉IC - 山形上山IC | 調査当時未開通     | 調査当時未開通     | 調査当時未開通     | 05,656            |
| 山形上山IC - 山形中央IC       | 02,259             | 10,833             | 02,720             | 05,088            |
| 山形中央IC - 山形JCT          | 04,653             | 21,503             | 05,688             | 07,159            |
| 山形JCT - 天童IC              | 03,697             | 15,157             | 04,278             | 05,124            |
| 天童IC - 東根IC               | 02,934             | 11,128             | 03,321             | 04,214            |
| 東根IC - 東根北IC             | 調査当時未開通     | 調査当時未開通     | 調査当時未開通     | 03,481            |
| 東根北IC - 村山IC             | 調査当時未開通     | 調査当時未開通     | 調査当時未開通     | 調査当時未開通    |
| 村山IC - 村山名取IC           | 調査当時未開通     | 調査当時未開通     | 調査当時未開通     | 調査当時未開通    |
| 村山名取IC - 村山本飯田IC     | 調査当時未開通     | 調査当時未開通     | 調査当時未開通     | 調査当時未開通    |
| 村山本飯田IC - 大石田村山IC   | 調査当時未開通     | 調査当時未開通     | 調査当時未開通     | 調査当時未開通    |
| 大石田村山IC - 尾花沢IC       | 調査当時未開通     | 調査当時未開通     | 調査当時未開通     | 09,070            |
| 尾花沢IC - 野黒沢IC           | 調査当時未開通     | 調査当時未開通     | 03,777             | 11,271            |
| 野黒沢IC - 尾花沢北IC         | 調査当時未開通     | 10,580             | 16,762             | 15,870            |
| 尾花沢北IC - 川原子IC         | 調査当時未開通     | 10,580             | 16,762             | 15,870            |
| 川原子IC - 舟形IC             | 13,263             | 13,496             | 16,759             | 14,586            |
| 舟形IC - 新庄IC               | 13,678             | 13,496             | 15,934             | 14,717            |
| 新庄IC - 新庄鮭川IC           | 調査当時未開通     | 調査当時未開通     | 05,629             | 05,200            |
| 新庄鮭川IC - 新庄真室川IC     | 調査当時未開通     | 調査当時未開通     | 調査当時未開通     | 調査当時未開通    |
| 新庄真室川IC - 金山北IC間     | 未開通             | 未開通             | 未開通             | 未開通            |
| 金山北IC - 中田IC             | 調査当時未開通     | 03,554             | 03,525             | 03,714            |
| 中田IC - 及位IC               | 調査当時未開通     | 3,554              | 03,525             | 03,714            |
| 及位IC - 上院内IC間           | 未開通             | 未開通             | 未開通             | 未開通            |
| 上院内IC - 下院内IC           | 調査当時未開通     | 調査当時未開通     | 調査当時未開通     | 01,304            |
| 下院内IC - 雄勝こまちIC間     | 未開通             | 未開通             | 未開通             | 未開通            |
| 雄勝こまちIC - 須川IC         | 調査当時未開通     | 07,215             | 06,738             | 06,705            |
| 須川IC - 三関IC               | 調査当時未開通     | 08,952             | 08,314             | 08,027            |
| 三関IC - 湯沢IC               | 3,785              | 07,896             | 06,443             | 06,275            |
| 湯沢IC - 十文字IC             | 3,737              | 10,256             | 03,960             | 03,158            |
| 十文字IC - 横手JCT            | 6,059              | 15,875             | 05,812             | 04,828            |
| 横手JCT - 横手IC              | 21,118             | 22,336             | 14,553             | 11,043            |

（出典：「平成22年度道路交通センサス」、「平成27年度全国道路・街路交通情勢調査」・「令和3年度全国道路・街路交通情勢調査」（国土交通省ホームページ）より一部データを抜粋して作成）
- 平成22年（2010年）度の調査期間中において米沢北IC - 南陽高畠ICと山形上山IC - 東根ICと湯沢IC - 横手ICでは、高速道路無料化社会実験が行われていた。

- 令和2年（2020年）度に実施予定だった交通量調査は、新型コロナウイルスの影響で延期された[113]。

2002年度 区間別平日平均交通量（台）
- 山形上山IC - 東根IC: 2,107

## 地理

### 通過する自治体
- 福島県
  - 相馬市
- 宮城県
  - 伊具郡丸森町
- 福島県
  - 相馬市 - 伊達市 - 伊達郡桑折町 - 福島市
- 山形県
  - 米沢市 - 東置賜郡高畠町 - 米沢市 - 東置賜郡高畠町 - 米沢市 - 東置賜郡高畠町 - 南陽市 - 東置賜郡高畠町 - 南陽市 - 上山市 - 山形市 - 天童市 - 東根市 - 村山市 - 東根市 - 村山市- 北村山郡大石田町 - 尾花沢市 - 北村山郡大石田町 - 尾花沢市 - 北村山郡大石田町 - 尾花沢市 - 北村山郡大石田町 - 尾花沢市 - 北村山郡大石田町 - 尾花沢市 - 最上郡舟形町 - 新庄市 - 最上郡鮭川村 - 新庄市 - 最上郡金山町 - 最上郡真室川町
- 秋田県
  - 湯沢市 - 横手市

### 接続する高速道路
- E6 常磐自動車道（相馬ICで接続）
- E4 東北自動車道（桑折JCT、福島JCTで接続）
- E48 山形自動車道（山形JCTで接続）
- E46 秋田自動車道（横手ICで接続）

## ギャラリー

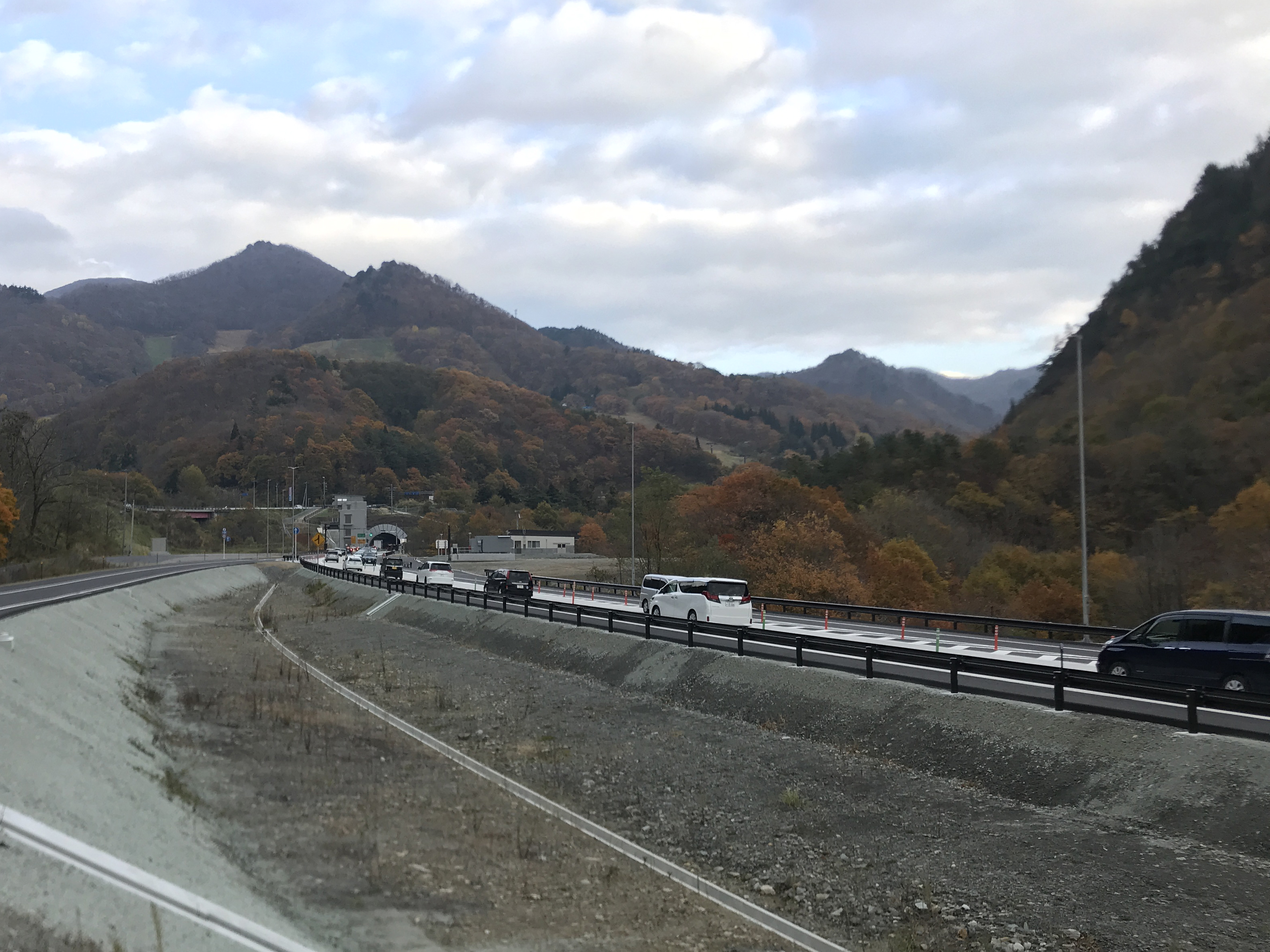
福島・山形県境を経由する東北中央自動車道（2017年11月）
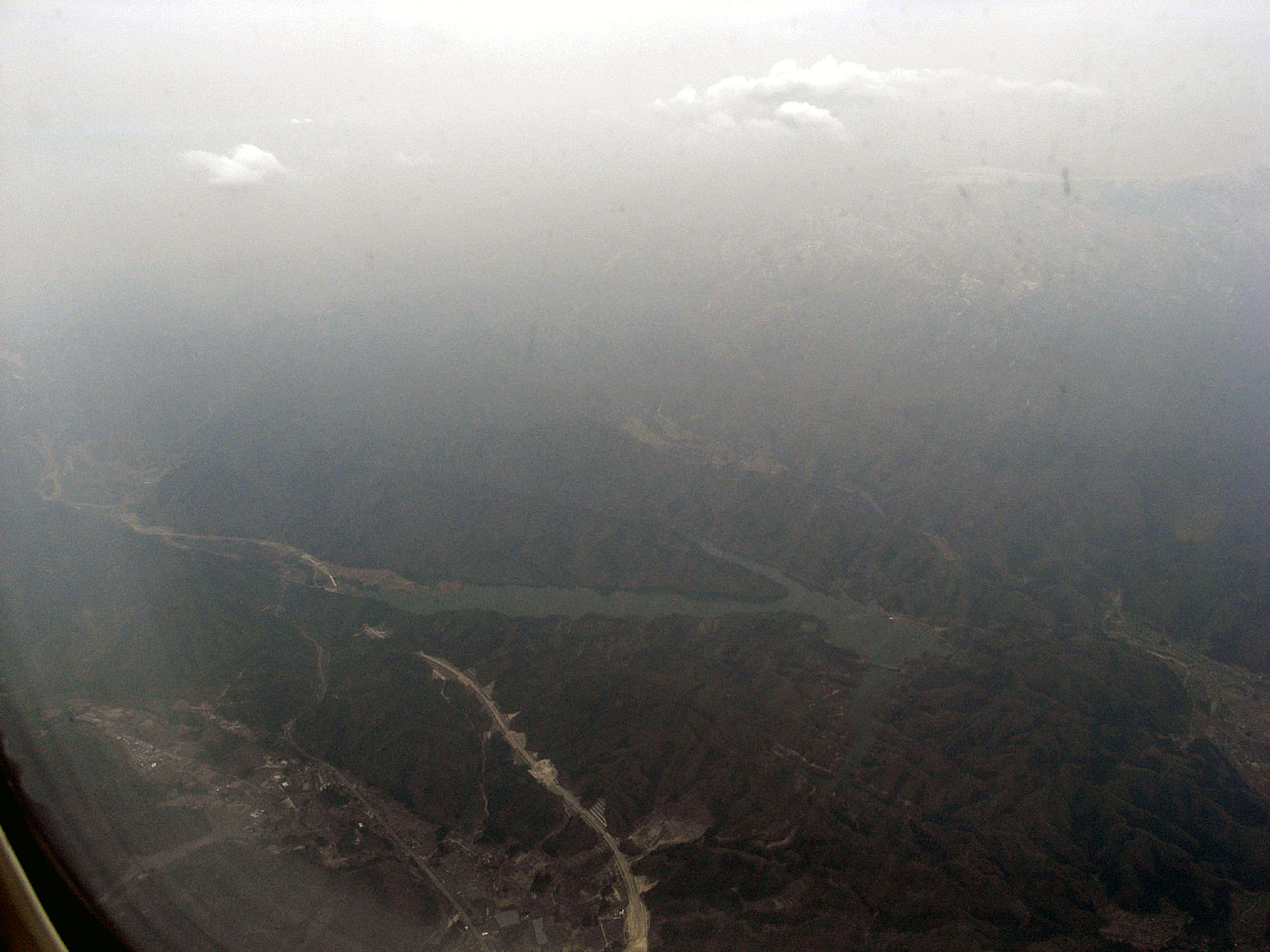
米沢市郊外の豊饒の湖（水窪ダム湖）周辺で建設が進む東北中央自動車道空撮（2008年5月）
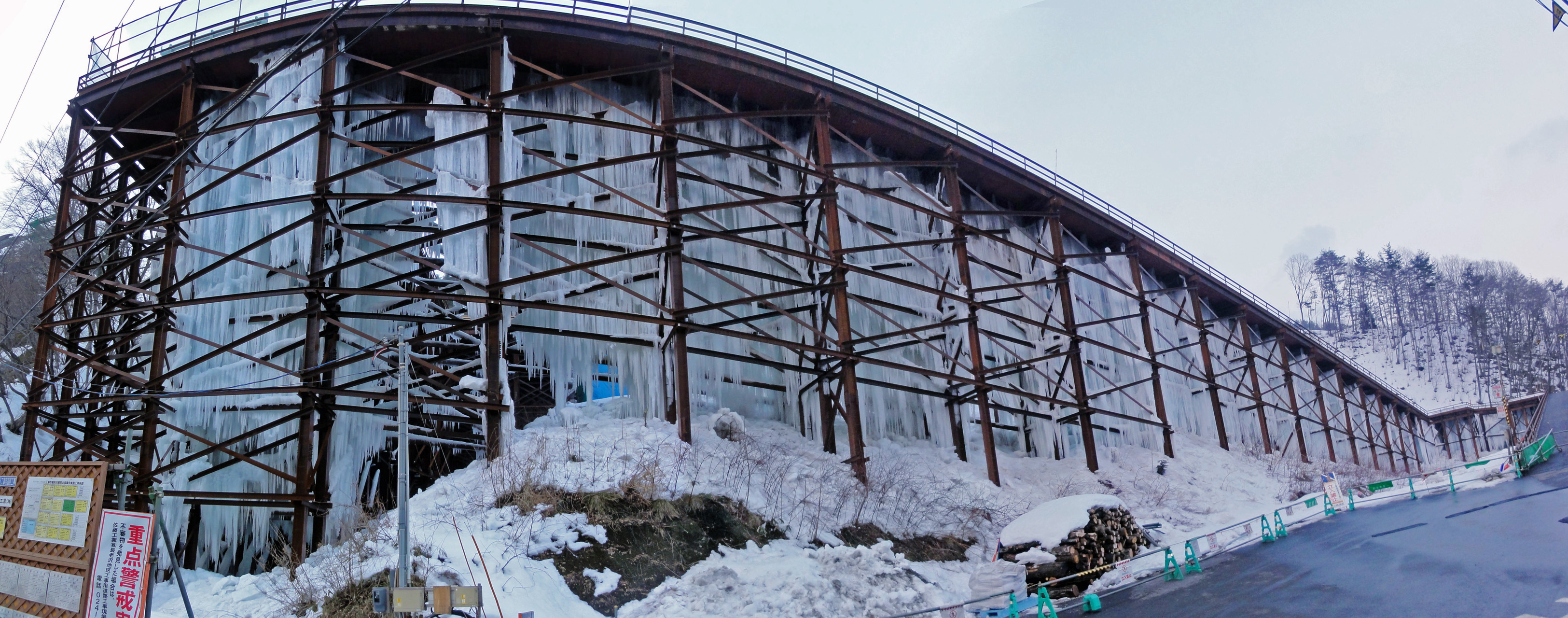
福島市長老沢国道13号沿い工事用仮設道路（2011年2月）
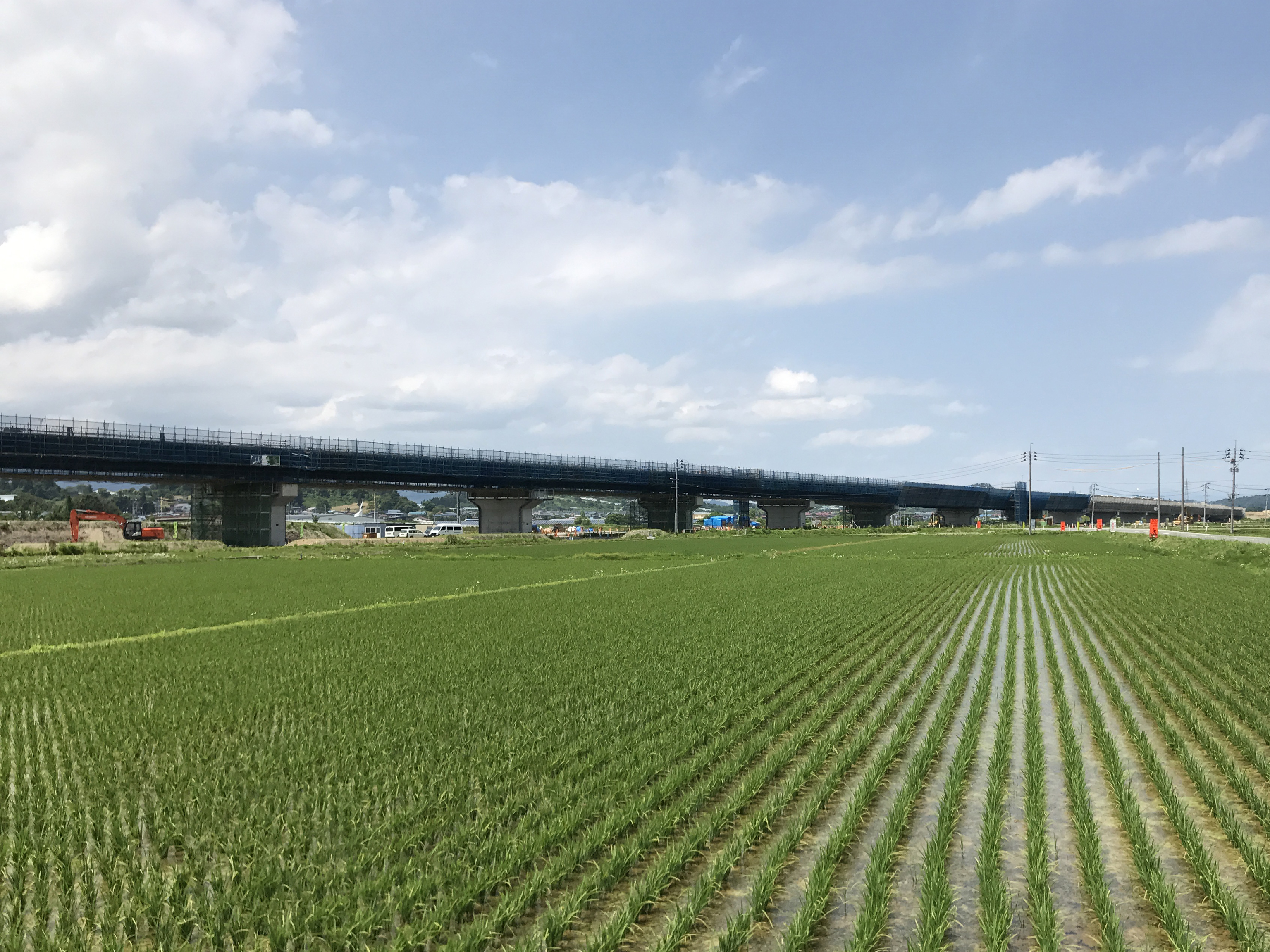
建設中の西郷高架橋（2017年6月）